# Athous novaki
Athous novaki là một loài bọ cánh cứng trong họ Elateridae. Loài này được Penecke miêu tả khoa học năm 1907.